# Mirjam Weichselbraun
 (octobre 2015).
Mirjam Weichselbraun née le 27 septembre 1981 à Innsbruck est une actrice et présentatrice de télévision autrichienne.

## Biographie
Elle a été choisie comme présentatrice du 60e concours eurovision de la chanson à Vienne aux côtés d'Arabella Kiesbauer, d'Alice Tumler et de Conchita Wurst.

## Filmographie partielle

### Cinéma
- 2012 : Zweisitzrakete
- 2013 : Herztöne
- 2013 : Die Frau in mir

### Télévision

#### Série télévisée
- 2007 : Die ProSieben Märchenstunde (saison 2, épisode 4 : Frau Holle - Im Himmel ist die Hölle los) : Chantal
- 2008 : FunnyMovie (saison 1, épisode 2 : H3 – Halloween Horror Hostel) : Sidney
- 2011 : Das Traumhotel (saison 1, épisode 15 : Malediven) : Greta Junghans

#### Téléfilm
- 2007 : Le Secret des roses (Die Rosenkönigin)
- 2008 : Wir sind das Volk : Liebe kennt keine Grenzen (V.F. : Anne Tilloy)
- 2008 : Mutig in die neuen Zeiten : Alles anders
- 2009 : Hangtime (Hangtime – Kein leichtes Spiel) ' (V.F. : Marie Chevalot)
- 2012 : La Partition de la mort (Die Braut im Schnee)
- 2012 : Unter Umständen verliebt (V.F. : Noémie Orphelin)
- 2012 : La Princesse et le Baroudeur (Verloren auf Borneo) (V.F. : Noémie Orphelin)
- 2013 : Journal intime d'un prince charmant (Herztöne)
- 2013 : Et si j'étais une femme... (Zur Sache, Macho!) (V.F. : Noémie Orphelin)